# Harri Holma
Harri Gustaf Holma, ursprungligen Hellman, född 14 april 1886 i Tavastehus, död 14 april 1954 på Capri, var en finländsk orientalist och diplomat.

## Biografi
Holma blev filosofie licentiat 1912, docent i assyriologi och semitisk filologi vid Helsingfors universitet 1913 och var bibliotekarie vid de vetenskapliga föreningarna 1914–1919. Han blev arkivarie vid utrikesministeriet 1918, pressattaché i Köpenhamn 1919, legationssekreterare där samma år, chargé d'affaires där 1920 och i Berlin samma år, sändebud i Berlin 1921–1927 (ackrediterad även i Wien), i Paris, Bryssel och Luxemburg 1927–1943, i Vatikanen 1943–1947 och slutligen i Rom 1947–1953. 
Holma publicerade bland annat Die Namen der Körperteile im assyrisch-babylonischen (licentiatavhandling, 1911), många bidrag till en assyrisk ordbok samt Die assyrisch-babylonischen Personennamen der Form quttulu (Finska Vetenskapsakademiens "Annales" 1914) och Études sur les vocabulaires sumériens-accadiens-hittites de Delitzsch (Finsk-ugriska sällskapets "Journal" 1916). 